# Java (Dacota do Sul)
Java é uma cidade  localizada no estado norte-americano de Dacota do Sul, no Condado de Walworth.

## Demografia
Segundo o censo norte-americano de 2000, a sua população era de 197 habitantes.
Em 2006, foi estimada uma população de 179, um decréscimo de 18 (-9.1%).

## Geografia
De acordo com o United States Census Bureau tem uma área de
1,2 km², dos quais 1,2 km² cobertos por terra e 0,0 km² cobertos por água. Java localiza-se a aproximadamente 639 m acima do nível do mar.

## Localidades na vizinhança
O diagrama seguinte representa as localidades num raio de 32 km ao redor de Java.